# Les Salles-Lavauguyon
Les Salles-Lavauguyon (tiếng Occitan: Las Salas la Vau Guion) là một xã của tỉnh Haute-Vienne, thuộc vùng Nouvelle-Aquitaine, miền trung nước Pháp.